# Lolesu
Lolesu ist eine Ortschaft im Suco Hera (Verwaltungsamt Cristo Rei, Gemeinde Dili). Sie gehört zur Aldeia Acanuno. Trotz ihrer Nähe zur Nordküste der Insel Timor liegt Lolesu bereits in einer Meereshöhe von 63 m. Westlich befindet sich die Landeshauptstadt Dili, östlich der Ort Hera.
Die Häuser liegen verstreut verteilt und bilden keine geschlossene Siedlung. Die Straße, die die einzige Verbindung in die Außenwelt darstellt, führt nach Südosten in das etwa einen Kilometer entfernte Dorf Acanuno, durch das die Avenida Hera führt, wie hier die nördliche Küstenstraße heißt, eine der wichtigsten Verkehrswege des Landes. In Acanuno befindet sich auch die nächste Grundschule zu Lolesu.